# Adam Storke
Adam J. Storke (New York, 18 augustus 1962) is een Amerikaans acteur.

## Biografie
Storke werd geboren in New York, en doorliep de high school aan de Union College in Schenectady.

## Filmografie

### Films
Uitgezonderd korte films.
- 2012 Broadway's Finest – als Lewis
- 2002 Johnson County War – als Dale Hammett
- 2002 Roughing It – als Seth
- 1997 Rough Riders – als Stephen Crane
- 1995 A Mother's Gift – als Ed Matthews
- 1995 Escape from Terror: The Teresa Stamper Story – als Paul Stamper
- 1994 Attack of the 5 Ft. 2 Women – als Juan Wayne Babbitt
- 1994 The Stand – als Larry Underwood
- 1993 Lifepod – als Kane
- 1992 Perry Mason: The Case of the Heartbroken Bride – als Gary Hawkes
- 1992 Death Becomes Her – als Dakota
- 1992 In My Daughter's Name – als Peter Lipton
- 1991 Highway to Hell – als Royce
- 1990 The Phantom of the Opera – als Philippe de Chagny
- 1988 Mystic Pizza– als Charles Gordon Windsor jr.
- 1987 A Gathering of Old Men – als Gil
- 1987 A Special Friendship – als Tom Gadsen
- 1987 I'll Take Manhattan – als Justin Amberville
- 1979 Too Far to Go – als John

### Televisieseries
Uitgezonderd eenmalige gastrollen.
- 2005 Over There – als kapitein Jonathan Baron – 7 afl.
- 2002-2003 American Dreams – als Leo Sandstorm – 2 afl.
- 1998 Prey – als Tom Daniels – 14 afl.

- International Standard Name Identifier: 0000 0000 4200 9573
- Library of Congress Control Number: no98099039
- Nationale Bibliotheek van Israël: 987012329496305171
- Virtual International Authority File: 68553889
- WorldCat: E39PBJr838P4CYJ3M37cd9BXVC